# Tetraconodon
Tetraconodon — вимерлий рід парнопалих, що існував у середньому та пізньому міоцені в Азії (Індія, Пакистан, Таїланд, М’янма).

## Опис
Останні дві пари премолярів Tetraconodon були надзвичайно великими, тоді як перші два премоляри були малими, що є унікальною характеристикою, яка не зустрічається в інших свиневих..
Tetraconodon magnum був найбільшим видом, а T. malensis – найменшим. Спочатку вважалося, що T. magnum, який був відомий лише за великими премолярами, досягав розмірів, які можна порівняти з розмірами бегемота чи носорога. Після того, як було знайдено більше матеріалів, такі оцінки розміру були визнані недійсними, але, тим не менш, це була велика свиня (180–240 кг).